# Йонсдорф
Йонсдорф (нім. Jonsdorf) — громада в Німеччині, розташована в землі Саксонія. Входить до складу району Герліц. Складова частина об'єднання громад Ольберсдорф.
Площа — 9,08 км2. Населення становить 1497 ос. (станом на 31 грудня 2020).

## Галерея

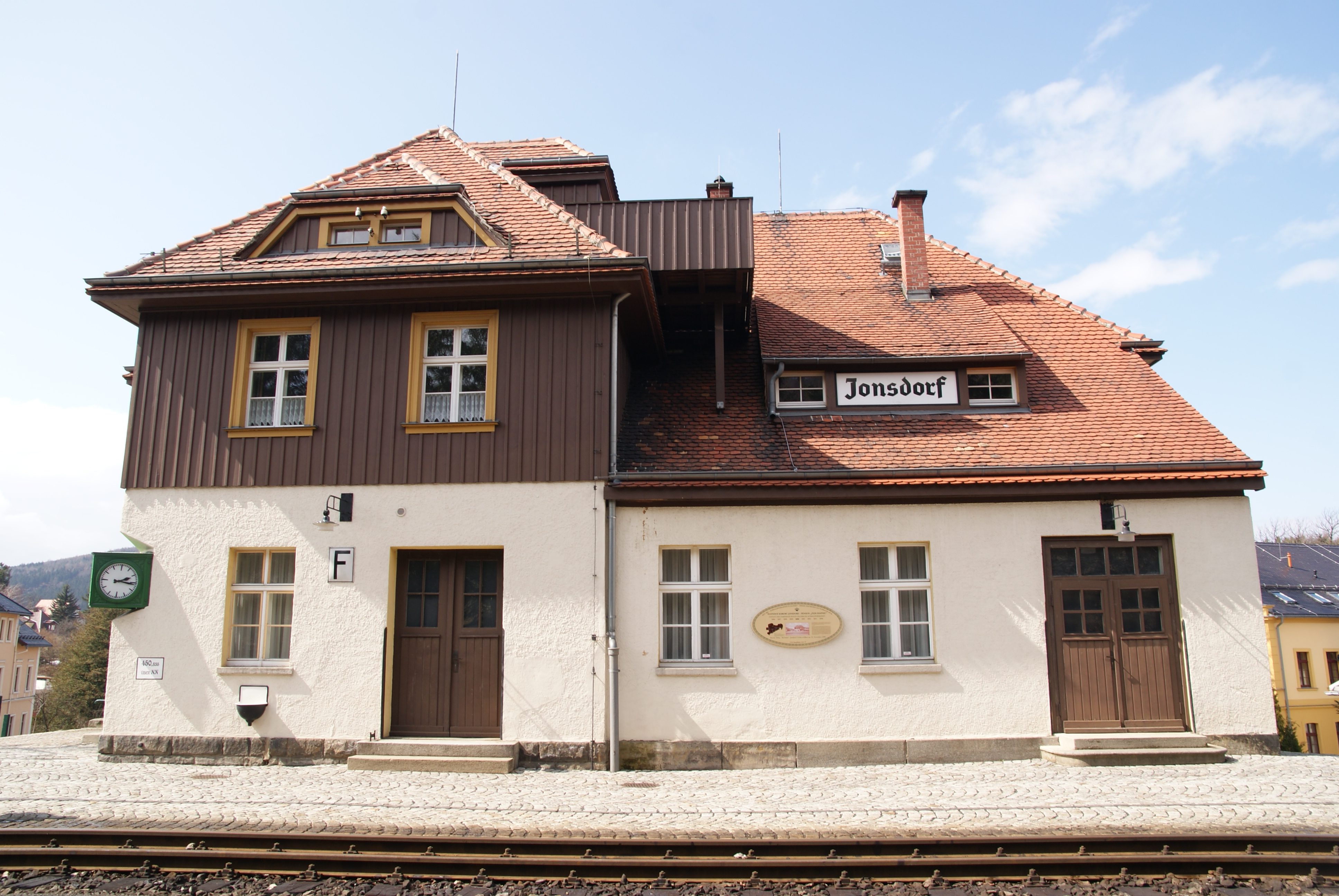
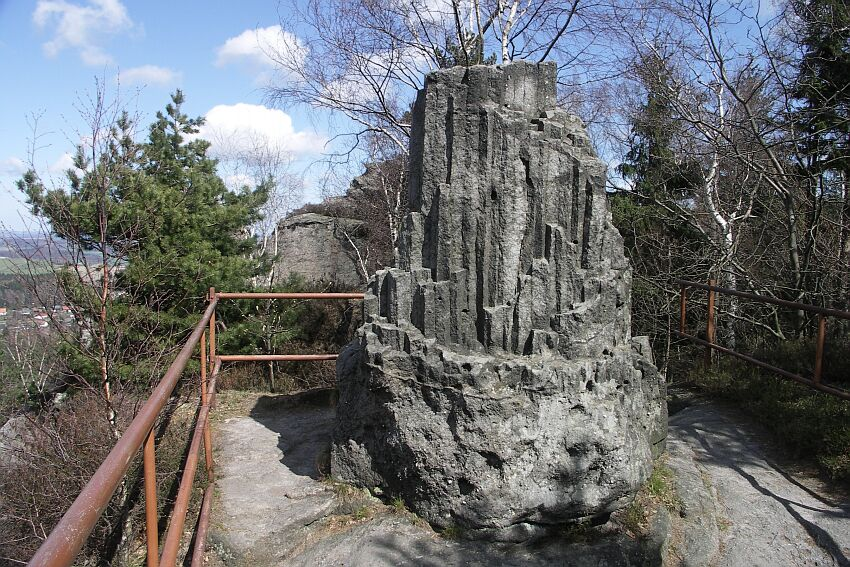
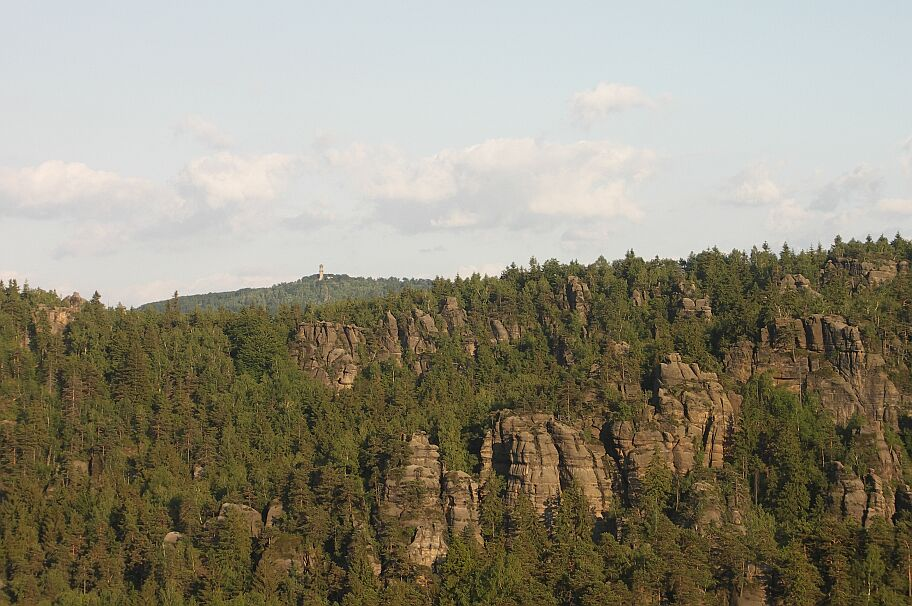